# Cuthbert Allgood
Cuthbert Allgood är en fiktiv karaktär i Det mörka tornet-serien, skapad av den amerikanska författaren Stephen King. Han gjorde sitt första framträdande i 1982 års roman Det Mörka Tornet I: Revolvermannen. 
Cuthbert Allgood är Roland Deschains barndomsvän i Gilead och är även en del av den ursprungliga ka-teten. Cuthbert är en av huvudkaraktärerna i den fjärde boken i serien, Magiker och glas. Han dödas i slaget vid Jericho Hill av en pil genom ögat, skjuten av Roland Deschains ärkefiende Randall Flagg, även känd som Marten eller Mannen i svart.